# Zlatno (okres Zlaté Moravce)
Zlatno je obec na Slovensku ležící v okrese Zlaté Moravce v Nitranském kraji.

## Přírodní podmínky
Obec leží na jižních svazích pohoří Tribeč v údolí potoka Stráňka. Nadmořská výška obce je 320 až 330 metrů, katastru 250 až 700 metrů. Katastr je členitý, tvořený krystalickými horninami - křemenci, granodiority a diority, většina je zalesněná převážně listnatými lesy. Průměrná roční teplota je 7 až 8 st. Celsia, roční průměr srážek dosahuje přes 700 mm.

## Historie
První písemná zmínka o obci pochází z roku 1156, později z roku 1397 jako Zalathna, dále se vyskytuje v pramenech pod názvy Zalakna (v roce 1424), Zlatno (v roce 1808), také pod maďarským názvem Kisaranyos. Obec patřila panství Jelenec, později panství Topoľčianky, Paulínům z Lefantovců a zemanům Jesenským. Ve středověku se zde těžilo zlato, z čeho pochází i název obce. Jinak se obec vyvíjela především jako zemědělská, v letech 1877 až 1885 zde byl podnik na výrobu kameninového nádobí. Občané obce se za druhé světové války zapojili do partyzánského hnutí. 23. prosince 1944 zde havarovala dvě sovětská dopravní letadla, zahynulo 11 občanů a 11 sovětských letců, zničeno bylo osm domů.

## Pamětihodnosti
- zřícenina Čierneho hradu ze 13. až 14. století.